# جورج تاونسيند تيرنر
كان جورج تاونسند تيرنر (11 فبراير 1906 - 14 أغسطس 1979) من واشنطن العاصمة، ويُعتبر من أبرز هواة جمع الطوابع في عصره، حيث جمع خلال حياته كمًا هائلًا من المؤلفات المتعلقة بجمع الطوابع. كان أمينًا بالإنابة لمجموعة الطوابع في مؤسسة سميثسونيان من عام 1959 إلى عام 1962، وكان صاحب أكبر مكتبة خاصة لهواة جمع الطوابع على الإطلاق.

## هواية جمع الطوابع
كان تيرنر مهتمًا بشكل خاص بطوابع الإيرادات الأمريكية، وأصبح خبيرًا في هذا الموضوع، حيث نشر عام 1974 كتابًا بعنوان "مقالات ونسخ من طوابع الإيرادات الداخلية الأمريكية: مجموعة بأسعار نسبية".
جمع تيرنر الكتب والدوريات الأخرى وفهرسات الأدبيات المتعلقة بهواة جمع الطوابع، واشترى مكتبات ضخمة من كتب هواة جمع الطوابع، بما في ذلك مكتبة جامع الإيرادات ويليام كارلوس ستون، بالإضافة إلى مكتبة ويليام رينولدز ريكتس الضخمة.

## النشاط الطوابعي
خدم تيرنر هواية جمع الطوابع بطرق متعددة. ففي الجمعية الأمريكية لهواة جمع الطوابع، عُيّن عضوًا في مجلس الإدارة؛ وفي مؤسسة سميثسونيان، كان أمينًا لمجموعات الطوابع؛ وفي جمعية إصدارات المكتب (التي تُعرف الآن باسم جمعية الطوابع الأمريكية)، كان باحثًا في مجال جمع الطوابع. كما كان نشيطًا للغاية في مؤتمرات جمع الطوابع، وفي عام 1966، عندما رفضت السلطات الأمريكية لهواة جمع الطوابع تنظيم معرض دولي لهواة جمع الطوابع، قرر تيرنر بمفرده تنظيم المعرض الدولي السادس لهواة جمع الطوابع (SIPEX) في واشنطن العاصمة.

## التكريم والجوائز
مُنح تيرنر العديد من الجوائز، منها جائزة لوف عام 1976 لخدمته المتميزة للمجتمع، وميدالية ليختنشتاين عام 1976، ووقع على قائمة هواة جمع الطوابع المتميزين عام 1978. وفي عام 1980، أُضيف اسمه إلى قاعة مشاهير الجمعية الأمريكية لهواة طوابع البريد.

## الأرث
أُورثت معظم مكتبة تيرنر الضخمة لمؤسسة سميثسونيان، حيث تُحفظ الآن في المتحف الوطني للبريد بواشنطن العاصمة. وبفضل هذه الوصية، حصلت مؤسسة سميثسونيان على أكثر من 3000 كتاب ومادة ذات صلة، تُشكل الآن أساس مكتبة المتحف الوطني للبريد. تتضمن مجموعة تيرنر فهرس بطاقاته، بالإضافة إلى فهرس رالف أ. كيمبل الموضوعي للعديد من المقالات والمؤلفات في مجال الطوابع البريدية، والتي نُشرت في دار نشر الطوابع البريدية، بين عامي 1935 و1950.